# Langara Island

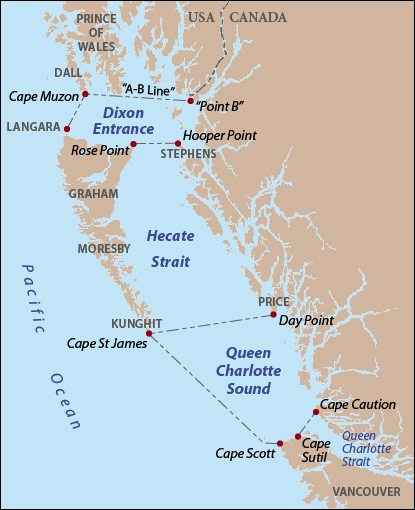
De Dixon Entrance met in het zuidwesten ervan het eiland

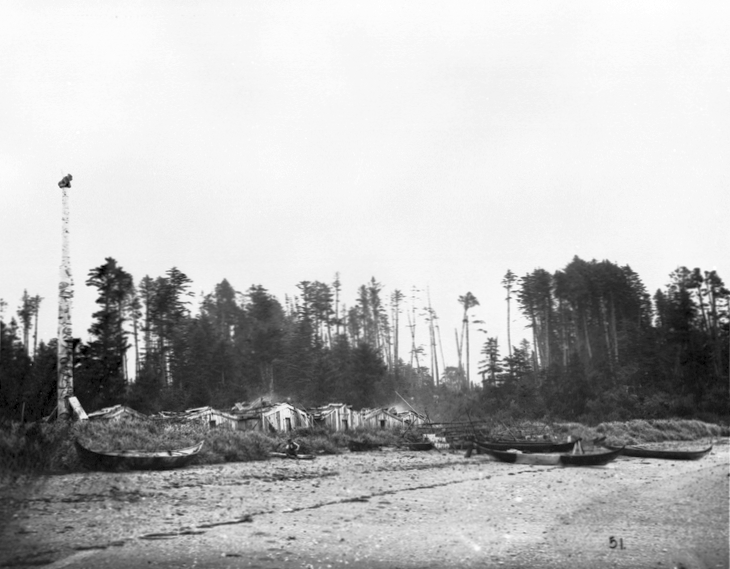
De verlaten plaats Dadens in 1878

Langara Island of Kiis Gwaii (voor de Haida) is een eiland in het westen van Brits-Columbia in Canada.

## Geografie
Het eiland is het noordelijkste eiland van de eilandengroep Haida Gwaii. Het eiland is ongeveer 3270 hectare groot. Het ligt ongeveer 45 kilometer ten zuiden van de eilanden van de Alexanderarchipel van Alaska. Het eiland ligt ten noordwesten van Grahameiland en vormt de uiterste zuidwestelijke grens van de Dixon Entrance. Ten westen ligt de Grote Oceaan. Tussen Langara Island en Grahameiland ligt de Parry Passage.
De wateren rond het eiland liggen in de mariene ecoregio Noord-Amerikaans Pacifisch Fjordland.

## Geschiedenis
Het eiland is vernoemd naar de Spaanse marinecommandant Juan de Lángara. Tijdens Lángara's periode aan het hoofd van de Spaanse marine, brachten Spaanse ontdekkingsreizigers de kust van wat nu Brits-Columbia is in kaart en vernoemden ze op hun kaarten enkele landformaties naar hem. Juan José Pérez Hernández was de eerste Europeaan die deze eilanden zag, onderzocht, benoemde en vastlegde. Zijn fregat was de Santiago, die voornamelijk werd bemand door Mexicanen. In juli 1774 ontmoette hij kort een groep Haida voor de noordwestelijke punt van Langara Island. 
In 1913 werd het Langara Light aangestoken op het noordwestelijke punt van het eiland. Het is een van de grootste eilanden waar bruine ratten zijn uitgeroeid. De uitroeiingscampagne voor R. norvegicus werd in juli 1995 gestart met behulp van antistollingsmiddel-aas en het eiland werd in mei 1997 rattenvrij verklaard.
Op 6 september 2018 zonk de Haida Legend voor de kust van Langara Island. Het schip was aan het vissen op heilbot en de oorzaak van het zinken is onbekend. Alle bemanningsleden werden gered.
Het Haida-dorp Dadens lag aan de zuidkant van Langara Island aan de zeestraat.